# Jabong
Jabong is een bestuurslaag in het regentschap Subang van de provincie West-Java, Indonesië. Jabong telt 5188 inwoners (volkstelling 2010).